# Zlatko Saračević
Zlatan "Zlatko" Saračević (Banja Luka, 5 de juliol de 1961 – Krapina, 21 de febrer de 2021), fou un jugador d'handbol iugoslau, que va participar en els Jocs Olímpics d'Estiu de 1988 representant la selecció iugoslava, i als Jocs Olímpics d'Estiu de 1996 amb la selecció de Croàcia. El 1988 va formar part de la selecció de Iugoslàvia que va guanyar la medalla de bronze a les Olimpíades de Seul. Hi va jugar tots sis partits i va marcar-hi nou gols. Vuit anys més tard, el 1996, formà part de la selecció croata que va guanyar la medalla d'or a les olimpíades d'Atlanta. Hi va jugar sis partits, i va marcar-hi 16 gols.